# Ljubko Dereš

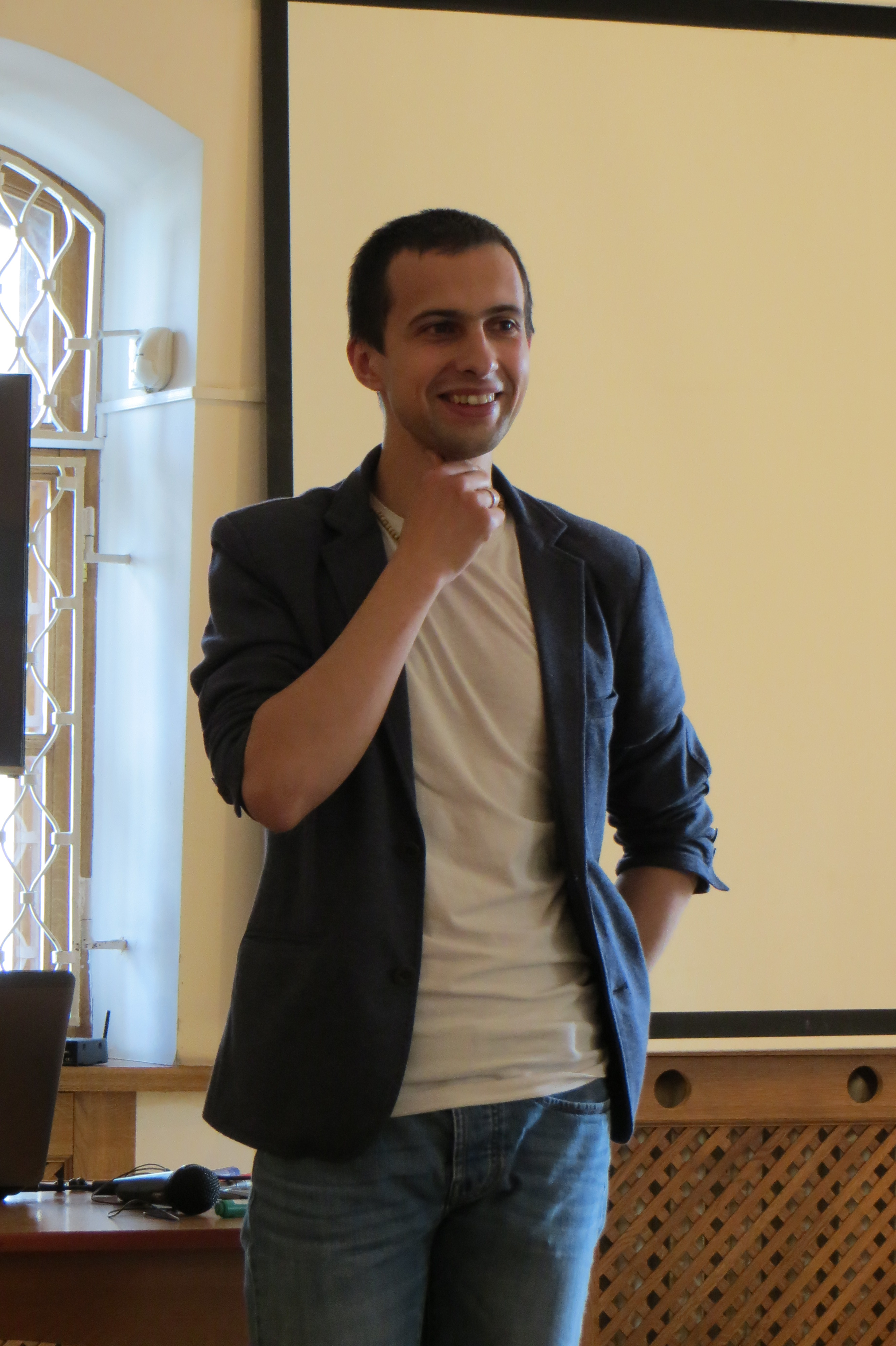
Ljubko Dereš (2015)

Ljubko Dereš (ukrajinsky Любко Дереш [ľjubko dereš]; * 3. července 1984) je současný ukrajinský spisovatel, představitel nejmladší generace, postmodernista.

## Biografie
Vystudoval Lvovský matematicko-fyzikální lyceum a ekonomickou fakultu Lvovské univerzity.
Jako první vyšel jeho román „Kult“ v roce 2002 v literárním časopise „Četver“, v tomtéž roce ale o něco později vyšla jeho prvotina, román „Pokloninnja jaščirci“.
V současnosti je Ljubo Dereš jedním z nejpopulárnějších ukrajinských spisovatelů. Ve svých prózách tematizuje život mládežnických subkultur, sex, drogy, mystično aj. prostředky k navazování orgiastických stavů, čímž dokáže zaujmout mladé čtenáře. Jeho díla byla přeložena do několika evropských jazyků ( němčina, polština, italština, srbština) a román „Kult“ byl prezentovaný na Lipském knižním veletrhu v roce 2005.
Na podzim roku 2007 vydal své texty spolu s J. Andruchovyčem a S. Žadanem ve společné knize „Třicetilitrový motor lásky“, která vyšla v charkovském nakladatelství „Folio“. Na vydání knihy navazovala řada autorských čtení trojice spisovatelů ve východoukrajinských metropolích (Charkov, Luhansk, Dnipro, Doněck,…). V roce 2015 byl hostem 16. ročníku Měsíce autorského čtení. Ve stejném roce byl s autorem natočen portrét pro cyklus Ukrajinská čítanka - Ukrajina, davaj, Ukrajiny, který vznikl v koprodukci nakladatelství Větrné mlýny a tří veřejnoprávních televizí z Česka (ČT), Polska (TVP) a Slovenska (RTVS). Režisérem dílu je Peter Kerekes.

## Dílo
- Kult (Культ, 2001)
- Uctívaní ještěrky (Поклоніння ящірці, 2004)
- Arché (Архе, 2002)
- Váhy a parabola (Тереза та парабола)
- Záměr! (Намір!, 2006)
- Trocha tmy (Трохи пітьми, 2007)